# Chiesa di Nostra Signora del Sacro Cuore
 Nostra Senyora del Sagrat Cor, originalment Chiesa di San Giacomo de gli Spagnoli, és una església de Roma a la Plaça Navona del districte de Parione.
L'església, mostra un interior visiblement recent, però té una història molt antiga.
El primer edifici va ser construït al segle xiii per voluntat de l'infant Enric, fill del rei de Castella Ferran III, a l'indret de l'antic Estadi de Domicià, (lloc sagrat per a la tradició cristiana en memòria dels màrtirs que hi van ser assassinats), sota l'advocació de Santiago patró de la Reconquesta a Castella, prenent el nom de San Giacomo degli Spagnuoli.
El 1440, el canonge de la catedral de Sevilla don Alfonso de Paradinas, va fer reconstruir completament l'edifici, sufragant-lo ell mateix, i va encomanar la tasca a Bernat Rossellino - que va fer una bella façana - i, en morir, va legar el seu patrimoni a l'església.
Van ser aquells anys, a Roma, les dècades del poder dels papes catalans. Alexandre VI Borja va ordenar noves obres d'ampliació, va fer ampliar la plaça davant la porta que donava a Via della Sapienza (al costat de l'absis) i va traslladar als edificis adjacents, els hospicis per als pelegrins espanyols que havia fundat l'infant Enric, un era al Campidoglio i l'altra prop d'allà, a via di Santa Chiara.
La Chiesa di San Giacomo es va convertir, el 1506, en l'església nacional del Regne de Castella a Roma, i el 1518 va ser modificada de nou per aquell Antonio da Sangallo el Jove, que després es convertiria en "l'arquitecte de totes les construccions pontificies".
L'església i les seves dependències van ser durant molt temps ricament mantingudes pel llegat dels espanyols a Roma, i les seves finestres sobre Piazza Navona constituïen una mena d'escenari prosceni per als espectacles "aquàtics que se celebrarven a la plaça. Però al no garantir-li cap mena de manteniment, el 1818 l'església va ser abandonada pels espanyols en favor de Santa Maria di Monserrato, a la que també es van transferir alguns dels altars i monuments funeraris que hi havia originalment a "San Giacomo". Va ser desconsagrada, (emprada com magatzem municipal) i venuda més tard el 1878, als missioners francesos del Sagrat Cor.

## Nostra Signora del sacro Cuore
Mariano Armellini -1870:  "sembla impossible que la noble nació espanyola hagi venut un monument tan insigne, un veritable tresor de la història i de l'art. Ara la té la congregació francesa de "Nostra Senyora del Sagrat Cor" .
Durant aquests anys (final del segle xix), després de ser abandonada pels espanyols, perquè "es va dir", que amenaçava ruïna, Lleó XIII va ordenar una reestructuració radical de l'església a l'arquitecte Luca Carimini, que entre altres coses, va canviar (amb un estil molt auster) la façana principal de la Piazza Navona, mantenint "tot" l'edifici original amb l'absis i el creuer, al costat oposat de la Piazza Navona. L'església va ser consagrada de nou, confiada a la Congregació dels Missioners del Sagrat Cor de Jesús amb el nom de Nostra Signora del Sacro Cuore.
El 1931 l'obertura del Corso del Rinascimento va fer perdre a l'edifici original del segle xvi l'absis i el creuer, però en compensació, el 1965 Pau VI, la va fer diaconat cardenalíci.
Tot i que el 1878 "les autoritats espanyoles" van dir que amenaçava ruïna", avui en dia encara es pot admirar, tota l'estructura de l'església original del segle xvi, (exceptuant l'absis i el creuer fets enderrocar el 1931), amb la segona capella a l'esquerra de l'altar dedicada a Santiago, obra de Sangallo, el cor de marbre policromat situat a la tercera capella de la dreta, obra de Torrigiano i el fons de marbre de serliana darrere de l'altar, obra de Pietro i Domenico Rosselli.

## Cardenals titulars
Nostra Signora del Sacro Cuore és una diaconia establerta pel papa Pau VI el 5 de febrer de 1965 amb la constitució apostòlica Sollicitudo omnium Ecclesiarum. Els cardenals tenen el títol de Cardenal diaca.
- Cesare Zerba, títol pro hac vice (25 de febrer de 1965 – 11 de juliol de 1973, mort)
- Mario Luigi Ciappi, O.P. (27 de juny de 1977 – 22 de juny de 1987; nomenat cardenal prevere del Sacro Cuore di Gesù agonizzante a Vitinia)
- Vacant (1987 - 2001)
- José Saraiva Martins, C.M.F. (21 de febrer de 2001 - 24 de febrer de 2009, nomenat cardenal bisbe de Palestrina)
- Kurt Koch, des del 20 de novembre de 2010